# Mjölby gård

Mjölby gård är en gård från medeltiden i Mjölby socken (nuvarande Mjölby kommun).

## Historik
Första gången Mjölby nämnes i befintlig urkund är, då Birger jarls broder Elof skänker två kvarnar i
Ecby och en skogslott till Vreta kloster, sedan han återtagit den gård, vilken hans avlidne son Filip gett samma kloster. Årtal finns inte angivet i gåvobrevet, men på grund av handstilen, jämförd med andra pergamentbrev, har detta brev antagits vara från något år omkring 1190—1250. I detta brev nämnes vägen, som leder från Mylloby till Skaenninge. År 1285 utfärdade före detta drottning Sofia gåvobrev på Mylluby kvarn till sin tjänarinna (Ingrid) för trogen tjänst och under villkor, att om hon ingår i Skänninge kloster, kvarnen skulle bli klostrets tillhörighet. Torkel Dyaank sålde 1309 en kvarn i Myllaby till Alvastra kloster för 100 mark penningar, varifrån avdrogs 40 mark, som han testamenterat klostret för sin lägerstad. Är 1356 sålde kaniken i Skara Magnus Algotsson till Skänninge nunnekloster bland annat en kvarn i Mölnaby. Denne Magnus var av förnämlig släkt med härstamning från kung Sverker den yngre. Nämnda salubrev beseglades av konung Magnus, riddaren Magnus (sturevapnet) och väpnaren Lars Ingesson (Sandbroätten). Den sålda kvarnen tillhörde Magnus’ mödernearv. Skrivs 1356 Mölloby och 1357 Mölleby.
År 1362 överlät Anund djäken (snedbjälke) den kvarnström i Mylnoby, till Eskilstuna kloster, som hans svärfader Birger Job förut överlåtit dit. År 1370 nämnes Mjölby samtidigt med Lundby. Riddaren Birger Ulfsson med flera tillbytte sig 1386 en kvarn här av riddaren herr Peder Porse Geet och hans hustru, fru Ingrid Siggadotter. En kvarn omnämnes år 1414.

### Kvarnar
I mitten av 1700-talet hade härvarande kvarnar 33 par stenar. Förutom två kvarnar gick alla förlorade vid 1771 års eldsvåda. År 1829 fanns 11 skilda kvarnhus med 32 par tillåtna stenar, av vilka 30 var igång. Omkring 1850 fanns 10 kvarnar med 34 par stenar, varav 9 i byn, nämligen Hålkvarnen, Hulterstads kvarn, Kanikegårdskvarn, Klostergårdskvarn, Norrgårdskvarn, Nygårdskvarn, Pilkvarnen, Stuvrumskvarnen och Älekvarnen. Samtidigt fanns här garveri, färgeri med mera.
Från 1709 fanns här knipphammare, som ännu in på 1800-talet försåg orten med allehanda svartsmide. Svartån bildar inom samhället 12 vattenfall i 3 avsatser om tillsammans 7,5 meters höjd.

## Areal
Mjölby gård bestod av 2 1⁄2 mantal, varav 1⁄2 bestod av militärboställe.